# 謝廉
謝廉，浙江嵊县人，明朝政治人物、進士出身。

## 生平
正統十二年（1447年）舉丁卯科順天鄉試。景泰五年，登甲戌科進士，历仕河南布政使司参议。